# Anna Łebkowska
Anna Klara Łebkowska – polska literaturoznawczyni, dr hab. nauk humanistycznych, profesor zwyczajny Katedry Antropologii Literatury i Badań Kulturowych i prodziekan Wydziału Polonistyki Uniwersytetu Jagiellońskiego do 2020 roku.

## Życiorys
W 1989 obroniła pracę doktorską Fikcja jako możliwość (Z przemian prozy XX wieku), 10 stycznia 2002 habilitowała się na podstawie pracy zatytułowanej Między teoriami a fikcją literacką. 7 października 2010 nadano jej tytuł profesora w zakresie nauk humanistycznych. Objęła funkcję profesora nadzwyczajnego w Katedrze Antropologii Literatury i Badań Kulturowych, oraz prodziekana na Wydziale Polonistyki Uniwersytetu Jagiellońskiego, w roku 2019 została profesorem zwyczajnym na podstawie dorobku naukowego i książki "Somatopoetyka - afekty - wyobrażenia.Literatura XX i XXI wieku".
W latach 2017–2020 była zastępczynią przewodniczącego Komitetu Nauk o Literaturze na I Wydziale Nauk Humanistycznych i Społecznych Polskiej Akademii Nauk. Obecnie pełni funkcję przewodniczącej Komitetu Nauk o Literaturze PAN.
Od czterech kadencji jest członkinią Komitetu Nauk o Literaturze na I Wydziale Nauk Humanistycznych Polskiej Akademii Nauk. Redaktor Naczelna "Ruchu Literackiego".